# Helicops carinicaudus
Helicops carinicaudus är en ormart som beskrevs av Wied-Neuwied 1825. Helicops carinicaudus ingår i släktet Helicops och familjen snokar. Inga underarter finns listade i Catalogue of Life.
Arten förekommer i de brasilianska delstaterna Espirito Santo, Rio Grande do Sul och Rio de Janeiro. Honor lägger inga ägg utan föder levande ungar.